# Helena Resano
María Helena Resano Lizaldre (Pamplona, 9 de febrer de 1974) és una periodista i presentadora espanyola. És llicenciada en comunicació audiovisual per la Universitat de Navarra.
Va iniciar la seva carrera com a becària en l'emissora local de la Cadena SER. Després de treballar a Pamplona Televisión, Radio Nacional de España i Telecinco, el 1999 es va incorporar a Televisió Espanyola al Canal 24 Horas. Va substituir Letícia Ortiz, en el Telediario Segunda Edición, després de l'anunci del compromís amb Felip VI, i va presentar el programa amb Alfredo Urdaci. Entre 2003 i 2006 va presentar l'edició del Telediario del cap de setmana amb David Cantero. El març de 2006 fitxà per La Sexta, on va conduir l'espai La actualidad en 2D i el programa d'entrevistes i actualitat Sexto sentido amb Mamen Mendizábal i Cristina Villanueva. Des de 2006 presenta La Sexta Noticias de les 14h.
El 2016 va publicar La trastienda de un informativo (Alienta).

## Premis
Va rebre el seu primer premi Antena d'Or el 2009 com a presentadora de les Notícies de les 14.00 hores de La Sexta. Va rebre la seva segona Antena d'Or el 2017.